# Román Calvo
Román Calvo (n. París, Francia, 6 de junio de 1989) es un futbolista francés-costarricense. Juega como delantero y su actual equipo es el Olympique Girou FC de la Regional 1 de Francia.